# Леди Лэм
Эли Спальтро (англ. Aly Spaltro), наиболее известная как Леди Лэм (англ. Lady Lamb, а ранее Lady Lamb the Beekeeper) — американский музыкант и автор-исполнитель. Спальтро начала сочинять музыку в 2007 году, когда работала в Bart & Greg’s DVD Explosion, местном магазине видеопроката в своем родном Брансуике, США. Спальтро работала в вечернюю смену, поэтому могла экспериментировать с музыкой, делая записи до утра. Первые записи Леди Лэм записывались в домашних условиях и продавались на собственноручно сделанных упаковках в местном отделении Bull Moose в Брансуике, штат Мэн.
В 2010 году Спальтро перебралась в Бруклин, Нью-Йорк. В 2012 году познакомилась с продюсером Надим Исса и записала свой дебютный альбом, Ripely Pine в студии Let Em In Music в Гованусе, в Бруклине. Релиз состоялся 19 февраля 2013 года на бруклинском лейбле Ba Da Bing Records.
В 2014 году  Спальтро записала второй студийный альбом, After, при участии Надим Иссы в студии Let Em In Music. В конце того же года  Спальтро подписала контракт с лейблом Mom + Pop Music и выпустила After 3 марта 2015 года. В декабре 2016 года выпустила семитрековый мини-альбом «Tender Warriors Club».

## Дискография
Студийные альбомы
| Год  | Название            | Лейбл              | Формат                      |
| ---- | ------------------- | ------------------ | --------------------------- |
| 2013 | Ripely Pine (англ.) | Ba Da Bing Records | CD, LP, Цифровое скачивание |
| 2015 | After (англ.)       | Mom + Pop (англ.)  | CD, LP, Цифровое скачивание |

Мини-альбом
| Год  | Название                | Лейбл     | Формат                  |
| ---- | ----------------------- | --------- | ----------------------- |
| 2009 | The World Tour EP       | Самиздат  |                         |
| 2016 | Tender Warriors Club EP | Mom + Pop | CD, Цифровое скачивание |

Синглы
| Год  | Название                  | Альбом               |
| ---- | ------------------------- | -------------------- |
| 2011 | «All I Really Want to Do» | Неальбомный сингл    |
| 2016 | «See You»                 | Tender Warriors Club |